# SN 2011jb
SN 2011jb – supernowa typu IIn, odkryta 28 listopada 2011 roku w galaktyce A113704+1528. W momencie odkrycia, miała maksymalną jasność 17,8m.